# Campionati norvegesi di sci alpino 2015
I Campionati norvegesi di sci alpino 2015 si sono svolti a Hemsedal dal 24 marzo al 27 aprile; originariamente erano in programma a Narvik. Il programma ha incluso gare di discesa libera, supergigante, slalom gigante, slalom speciale e combinata, tutte sia maschili sia femminili.
Trattandosi di competizioni valide anche ai fini del punteggio FIS, hanno potuto partecipare anche sciatori di altre federazioni, senza che questo consentisse loro di concorrere al titolo nazionale norvegese.

## Risultati

### Uomini

#### Discesa libera
| Pos. | Atleta               | Nazione   | Tempo   |
| ---- | -------------------- | --------- | ------- |
| 1    | Kjetil Jansrud       | Norvegia  | 1:33,37 |
| 2    | Marcus Monsen        | Norvegia  | 1:33,77 |
| 3    | Bjørnar Neteland     | Norvegia  | 1:33,86 |
| 4    | Espen Skåningsrud    | Norvegia  | 1:34,55 |
| 5    | Tomas Markegård      | Norvegia  | 1:34,63 |
| 6    | Rasmus Windingstad   | Norvegia  | 1:34,78 |
| 7    | Christoffer Faarup   | Danimarca | 1:34,92 |
| 8    | Ola Einbu Baugerød   | Norvegia  | 1:35,13 |
| 9    | Stian Saugestad      | Norvegia  | 1:35,17 |
| 10   | Leif Kristian Haugen | Norvegia  | 1:35,19 |

Data: 25 marzo

Località: Hemsedal

Ora: 11.00 (UTC+1)

Pista: Sahauglöypa

Partenza: 1 280 m s.l.m.

Arrivo: 690 m s.l.m.

Lunghezza: 2 400 m

Dislivello: 590 m

Tracciatore: Trym Atle Klingenberg

#### Supergigante
| Pos. | Atleta                   | Nazione   | Tempo   |
| ---- | ------------------------ | --------- | ------- |
| 1    | Kjetil Jansrud           | Norvegia  | 1:09,92 |
| 2    | Leif Kristian Haugen     | Norvegia  | 1:09,99 |
| 3    | Stian Saugestad          | Norvegia  | 1:10,05 |
| 4    | Bjørnar Neteland         | Norvegia  | 1:10,27 |
| 5    | Henrik Røa               | Norvegia  | 1:10,44 |
| 6    | Marcus Monsen            | Norvegia  | 1:10,67 |
| 7    | Alexander Sannes Thorsen | Norvegia  | 1:10,70 |
| 7    | Rasmus Windingstad       | Norvegia  | 1:10,70 |
| 9    | Espen Theodorsen         | Norvegia  | 1:10,74 |
| 10   | Christoffer Faarup       | Danimarca | 1:10,82 |

Data: 27 marzo

Località: Hemsedal

Ora: 10.00 (UTC+1)

Pista: Sahauglöypa

Partenza: 1 280 m s.l.m.

Arrivo: 690 m s.l.m.

Lunghezza: 2 400 m

Dislivello: 590 m

Tracciatore: Christian Mithassel

#### Slalom gigante
| Pos. | Atleta                   | Nazione  | Tempo   |
| ---- | ------------------------ | -------- | ------- |
| 1    | Bjørnar Neteland         | Norvegia | 2:15,50 |
| 2    | Aleksander Aamodt Kilde  | Norvegia | 2:16,13 |
| 3    | Peder Dahlum Eide        | Norvegia | 2:16,23 |
| 4    | Henrik Kristoffersen     | Norvegia | 2:16,50 |
| 5    | Timon Haugan             | Norvegia | 2:16,97 |
| 6    | Jonathan Nordbotten      | Norvegia | 2:17,06 |
| 7    | Axel William Patricksson | Norvegia | 2:17,23 |
| 7    | Henrik Røa               | Norvegia | 2:17,23 |
| 9    | Max Røisland             | Norvegia | 2:19,70 |
| 10   | Sebastian Foss Solevåg   | Norvegia | 2:19,90 |

Data: 27 aprile

Località: Hemsedal

1ª manche:

Ore: 10.00 (UTC+1)

Pista: Sahauglöypa

Partenza: 1 165 m s.l.m.

Arrivo: 690 m s.l.m.

Lunghezza: 1 275 m

Dislivello: 475 m

Tracciatore: Jon Børre Lien

2ª manche:

Ore: 13.00 (UTC+1)

Pista: Sahauglöypa

Partenza: 1 165 m s.l.m.

Arrivo: 690 m s.l.m.

Lunghezza: 1 275 m

Dislivello: 475 m

Tracciatore: Fabian Mazuir

#### Slalom speciale
| Pos. | Atleta                  | Nazione  | Tempo   |
| ---- | ----------------------- | -------- | ------- |
| 1    | Sebastian Foss Solevåg  | Norvegia | 1:58,38 |
| 2    | Henrik Kristoffersen    | Norvegia | 2:00,42 |
| 3    | Leif Kristian Haugen    | Norvegia | 2:00,87 |
| 4    | Jonathan Nordbotten     | Norvegia | 2:01,07 |
| 5    | Espen Lysdahl           | Norvegia | 2:01,36 |
| 6    | Åge Solheim             | Norvegia | 2:04,35 |
| 7    | Martin Budal            | Norvegia | 2:05,51 |
| 8    | Morten Ungersness Bakke | Norvegia | 2:06,89 |
| 9    | Per Torstein Haugen     | Norvegia | 2:08,02 |
| 10   | Torjus Mjelde Grimsrud  | Norvegia | 2:08,66 |

Data: 28 marzo

Località: Hemsedal

1ª manche:

Ore: 12.30 (UTC+1)

Pista: Sahauglöypa

Partenza: 910 m s.l.m.

Arrivo: 710 m s.l.m.

Lunghezza: 

Dislivello: 200 m

Tracciatore: Per Erik Vognild

2ª manche:

Ore: 15.00 (UTC+1)

Pista: Sahauglöypa

Partenza: 910 m s.l.m.

Arrivo: 710 m s.l.m.

Lunghezza: 

Dislivello: 200 m

Tracciatore: Johnny Davidson

#### Combinata
| Pos. | Atleta                   | Nazione  | Tempo   |
| ---- | ------------------------ | -------- | ------- |
| 1    | Marcus Monsen            | Norvegia | 1:50,74 |
| 2    | Kjetil Hvammen           | Norvegia | 1:50,85 |
| 3    | Sebastian Foss Solevåg   | Norvegia | 1:50,95 |
| 4    | Leif Kristian Haugen     | Norvegia | 1:51,00 |
| 5    | Bjørnar Neteland         | Norvegia | 1:51,17 |
| 6    | Rasmus Windingstad       | Norvegia | 1:51,50 |
| 7    | Peder Dahlum Eide        | Norvegia | 1:51,64 |
| 8    | Henrik Røa               | Norvegia | 1:51,72 |
| 9    | Martin Fjeldberg         | Norvegia | 1:52,28 |
| 10   | Axel William Patricksson | Norvegia | 1:52,36 |

Data: 26 marzo

Località: Hemsedal

1ª manche:

Ore: 10.00 (UTC+1)

Pista: Sahauglöypa

Partenza: 1 280 m s.l.m.

Arrivo: 690 m s.l.m.

Lunghezza: 2 400 m

Dislivello: 590 m

Tracciatore: Jon Børre Lien

2ª manche:

Ore: 16.00 (UTC+1)

Pista: Sahauglöypa

Partenza: 

Arrivo: 

Lunghezza: 

Dislivello: 

Tracciatore: Magnus Larsson

### Donne

#### Discesa libera
| Pos. | Atleta                 | Nazione  | Tempo   |
| ---- | ---------------------- | -------- | ------- |
| 1    | Mina Fürst Holtmann    | Norvegia | 1:37,36 |
| 2    | Maria Therese Tviberg  | Norvegia | 1:37,49 |
| 3    | Kristin Lysdahl        | Norvegia | 1:38,55 |
| 4    | Maren Skjøld           | Norvegia | 1:38,60 |
| 5    | Nora Grieg Christensen | Norvegia | 1:38,90 |
| 6    | Tuva Norbye            | Norvegia | 1:39,51 |
| 7    | Marte Berg Edseth      | Norvegia | 1:39,91 |
| 8    | Kajsa Vickhoff Lie     | Norvegia | 1:40,43 |
| 9    | Marte Høie Gjefsen     | Norvegia | 1:40,79 |
| 10   | Tonje Healey Trulsrud  | Norvegia | 1:40,95 |

Data: 25 marzo

Località: Hemsedal

Ora: 10.00 (UTC+1)

Pista: Sahauglöypa

Partenza: 1 280 m s.l.m.

Arrivo: 690 m s.l.m.

Lunghezza: 2 400 m

Dislivello: 590 m

Tracciatore: Trym Atle Klingenberg

#### Supergigante
| Pos. | Atleta                  | Nazione  | Tempo   |
| ---- | ----------------------- | -------- | ------- |
| 1    | Mina Fürst Holtmann     | Norvegia | 1:12,13 |
| 2    | Maria Therese Tviberg   | Norvegia | 1:12,31 |
| 3    | Maren Skjøld            | Norvegia | 1:12,40 |
| 4    | Nora Grieg Christensen  | Norvegia | 1:13,07 |
| 5    | Tonje Healey Trulsrud   | Norvegia | 1:13,19 |
| 6    | Guro Hvammen            | Norvegia | 1:13,28 |
| 7    | Tuva Norbye             | Norvegia | 1:13,54 |
| 8    | Frida Heggebø           | Norvegia | 1:13,59 |
| 9    | Kristin Lysdahl         | Norvegia | 1:13,71 |
| 10   | Thea Louise Stjernesund | Norvegia | 1:13,74 |

Data: 27 marzo

Località: Hemsedal

Ora: 9.00 (UTC+1)

Pista: Sahauglöypa

Partenza: 1 280 m s.l.m.

Arrivo: 690 m s.l.m.

Lunghezza: 2 400 m

Dislivello: 590 m

Tracciatore: Christian Mithassel

#### Slalom gigante
| Pos. | Atleta                  | Nazione  | Tempo   |
| ---- | ----------------------- | -------- | ------- |
| 1    | Maria Therese Tviberg   | Norvegia | 2:25,44 |
| 2    | Nina Løseth             | Norvegia | 2:25,47 |
| 3    | Maren Skjøld            | Norvegia | 2:26,40 |
| 4    | Mina Fürst Holtmann     | Norvegia | 2:26,62 |
| 5    | Tonje Healey Trulsrud   | Norvegia | 2:26,92 |
| 6    | Guro Hvammen            | Norvegia | 2:27,64 |
| 7    | Kajsa Vickhoff Lie      | Norvegia | 2:28,59 |
| 8    | Kristin Lysdahl         | Norvegia | 2:29,21 |
| 9    | Rikke Gasmann-Brott     | Norvegia | 2:29,42 |
| 10   | Maren Nessen Byrkjeland | Norvegia | 2:30,24 |

Data: 29 marzo

Località: Hemsedal

1ª manche:

Ore: 13.00 (UTC+1)

Pista: Sahauglöypa

Partenza: 945 m s.l.m.

Arrivo: 725 m s.l.m.

Lunghezza: 

Dislivello: 220 m

Tracciatore: Hallgeir Vognild

2ª manche:

Ore: 14.30 (UTC+1)

Pista: Sahauglöypa

Partenza: 945 m s.l.m.

Arrivo: 725 m s.l.m.

Lunghezza: 

Dislivello: 220 m

Tracciatore: Jørund Lie

#### Slalom speciale
| Pos. | Atleta                      | Nazione  | Tempo   |
| ---- | --------------------------- | -------- | ------- |
| 1    | Nina Løseth                 | Norvegia | 1:38,77 |
| 2    | Tuva Norbye                 | Norvegia | 1:41,26 |
| 3    | María Guðmundsdóttir        | Islanda  | 1:41,34 |
| 4    | Thea Louise Stjernesund     | Norvegia | 1:41,80 |
| 5    | Kristin Lysdahl             | Norvegia | 1:41,97 |
| 6    | Rikke Gasmann-Brott         | Norvegia | 1:42,34 |
| 7    | Tonje Healey Trulsrud       | Norvegia | 1:42,85 |
| 8    | Nora Grieg Christensen      | Norvegia | 1:43,28 |
| 9    | Mie Munkelien               | Norvegia | 1:44,82 |
| 10   | Helga María Vilhjálmsdóttir | Islanda  | 1:45,29 |

Data: 28 marzo

Località: Hemsedal

1ª manche:

Ore: 9.00 (UTC+1)

Pista: Sahauglöypa

Partenza: 905 m s.l.m.

Arrivo: 725 m s.l.m.

Lunghezza: 

Dislivello: 180 m

Tracciatore: Erik Skaslien

2ª manche:

Ore: 11.30 (UTC+1)

Pista: Sahauglöypa

Partenza: 905 m s.l.m.

Arrivo: 725 m s.l.m.

Lunghezza: 

Dislivello: 180 m

Tracciatore: Rolle Johansson

#### Combinata
| Pos. | Atleta                 | Nazione  | Tempo   |
| ---- | ---------------------- | -------- | ------- |
| 1    | Maren Skjøld           | Norvegia | 1:49,79 |
| 2    | Mina Fürst Holtmann    | Norvegia | 1:50,78 |
| 3    | Maria Therese Tviberg  | Norvegia | 1:51,27 |
| 4    | Tuva Norbye            | Norvegia | 1:51,29 |
| 5    | Kajsa Vickhoff Lie     | Norvegia | 1:51,38 |
| 6    | Nora Grieg Christensen | Norvegia | 1:51,58 |
| 7    | Guro Hvammen           | Norvegia | 1:52,29 |
| 8    | Kristin Lysdahl        | Norvegia | 1:52,35 |
| 9    | Kristine Fausa Åsberg  | Norvegia | 1:52,38 |
| 10   | Mie Munkelien          | Norvegia | 1:53,48 |

Data: 26 marzo

Località: Hemsedal

1ª manche:

Ore: 9.00 (UTC+1)

Pista: Sahauglöypa

Partenza: 1 280 m s.l.m.

Arrivo: 690 m s.l.m.

Lunghezza: 2 400 m

Dislivello: 590 m

Tracciatore: Trym Atle Klingenberg

2ª manche:

Ore: 15.00 (UTC+1)

Pista: Sahauglöypa

Partenza: 

Arrivo: 

Lunghezza: 

Dislivello: 

Tracciatore: Thomas Rødseth